# Konrad Rieger

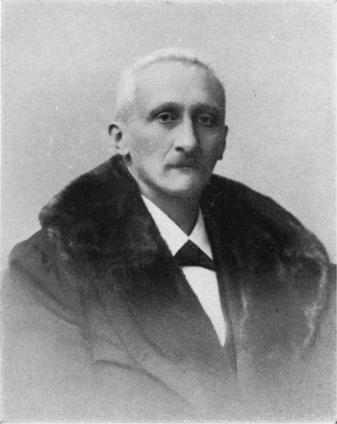
Konrad Rieger

Konrad Rieger (auch Conrad Rieger; * 28. März 1855 in Calw; † 21. März 1939 in Würzburg) war ein deutscher Psychiater, Klinikdirektor, Hochschullehrer und Psychiatriehistoriker. Er war ab 1895 Lehrstuhlinhaber in Würzburg.

## Leben
Rieger, geboren in Schwaben im Schwarzwald als Sohn eines evangelischen Pfarrers, besuchte das Gymnasium in Stuttgart. Er sollte eigentlich Theologe werden und studierte ab 1873 zunächst Philosophie und Theologie in Tübingen. Er entschied sich dann, nachdem sein Interesse an den Naturwissenschaften durch Vorlesungen über Zoologie bei Franz von Leydig geweckt worden war, aber für ein Medizinstudium und studierte in Tübingen und ab 1877 Würzburg. In Tübingen wurde er Mitglied der Studentenverbindung Normannia. 1878 wurde er nach dem Staatsexamen und der 1878 mit der Dissertation Über Chanker, Chankroid und ihre Metamorphosen erfolgten Promotion bei Franz von Rinecker bereits mit 23 Jahren approbiert und (bis 1880) Assistent bei Franz von Rinecker in der Psychiatrischen Abteilung sowie in der „Syphilisklinik“ des Juliusspitals in Würzburg. Er war dort Nachfolger von Emil Kraepelin, mit dem er, nachdem er ihn als Koassistent zu Beginn des Jahres 1878 in die Würzburger Psychiatrie eingeführt hatte, über Jahrzehnte in Freundschaft verbunden war.
Nach Studien in Görlitz, in Paris bei dem Hypnosebehandlungen durchführenden Jean-Martin Charcot, in Leipzig und in Berlin hat sich Rieger, der in Paris auch im Laboratorium von Charles-Édouard Brown-Séquard gearbeitet hat, 1882 mit der Schrift Ueber die Beziehung der Schädellehre zu Physiologie, Psychiatrie und Ethnologie in Würzburg für Psychiatrie habilitiert. In den Jahren 1882 und 1883 leitete Rieger während von Rineckers Krankheit die seit 1790 in den beiden Verbindungsflügeln des Juliusspitals untergebrachte Psychiatrische Klinik. Nach Rineckers Tod im Februar 1883 hatte er als Oberarzt dessen Stellvertretung bis Frühling 1884 kommissarisch inne und wurde im April 1887 als Vorstand der Klinik Nachfolger von Rineckers Nachfolger Hubert von Grashey, zunächst als außerordentlicher und, nachdem sein Gesuch 1890 noch abgelehnt worden war, ab August 1895 als Würzburgs erster ordentlicher Professor und Lehrstuhlinhaber für Psychiatrie. 1888 entwarf Rieger ein erstes Verfahren zur Messung von Intelligenzdefekten. Er prüfte dabei Wahrnehmung, Auffassungsgabe, Gedächtnis und wie der Getestete Sinneseindrücke benennt.
Die psychiatrischen Verhältnisse im Juliusspital Würzburg waren in den 1880er Jahren gänzlich unhaltbar geworden, so dass Rieger im Dezember 1887 zunächst ein Gebäude in der Rotkreuzstraße erwarb, das ab September 1888 als provisorische psychiatrische Klinik genutzt wurde, sowie den Bau einer selbstständigen Psychiatrischen Klinik an der Universität Würzburg initiierte, die am 1. Juni 1893 bezogen werden konnte. Diese Klinik am Schalksberg in der Füchsleinstraße, oberhalb dieser Rieger in den Weinbergen sein Haus hatte und an der er über 30 Jahre wirkte, brachte insofern einen grundsätzlichen Fortschritt, als schon in den Planungen der wissenschaftlichen Forschung ein besonderer Platz zugewiesen wurde. Die Psychiatrische Klinik an der Universität Würzburg war also nicht nur bloßes Krankenhaus, sondern auch wissenschaftliches Institut. Im Jahr 1901 wurde die Psychiatrie zudem Prüfungsfach. Dennoch waren die finanziellen Mittel, die vom bayerischen Staat für die Psychiatrische Klinik bereitgestellt wurden, äußerst gering, so dass sowohl das Klinikgebäude als auch die Krankenversorgung kaum den bescheidensten Anforderungen genügten. Rieger konnte bis zu seiner Entpflichtung im April 1925 keine wesentlichen baulichen Veränderungen an der Klinik mehr vornehmen lassen. Aus dem Dienst der Stiftung Juliusspital war er 1924 entlassen worden. Bis dahin hatte er seit 1886 in Nachfolge Grasheys auch die Betreuung der Epileptiker des Juliusspitals beibehalten.
Der weit über Würzburg hinaus durch seine kritischen, teilweise polemischen, Publikationen von 1916 bis 1920 Aufmerksamkeit, Belustigung und Unmut erregende, unter anderem die Finanzverwaltung des Juliusspitals kritisierende streitbare Rieger setzte sich in den 1920er Jahren mit dem Chirurgen Fritz König für die Errichtung des Luitpoldkrankenhauses im Würzburger Stadtteil Grombühl ein.
Riegers fachwissenschaftliche Veröffentlichungen behandeln Gebiete aus der Schädellehre, neurologische, physiologische, psychologische und psychopathologische Fragen, Muskelzustände (denen er sein besonderes Interesse zuwendete), Hirnlokalisation und Hirngeschehen, Intelligenz, Hypnotismus, Hysterie, psychische Epidemien und Aphasie. Riegers quantitative Serienuntersuchungen zum Gehirngewicht und Volumen des Schädelinneren stellen Grundlagen für die Lehre vom Hirndruck und die Erkenntnisse über die psychischen Zentralfunktionen im Hirnstamm dar.
Zu seinen Schülern gehörten unter anderem sein Habilitand Wilhelm Weygandt, Herbert Strecker (1894–1933) und Riegers Nachfolger und Schwiegersohn Martin Reichardt.
Konrad Rieger (fränkisch „Rücha“) starb als 84-Jähriger und wurde auf dem Würzburger Hauptfriedhof (4. Abteilung) beigesetzt.

## Veröffentlichungen (Auswahl)
- Über Chanker, Chankroid und ihre Metamorphosen. Selbstverlag, Würzburg 1881. Zugleich Medizinische Dissertation Würzburg 1878.
- Über die Beziehungen der Schädellehre zur Physiologie, Psychiatrie und Ethnologie. 1882.
- Über die Irrenabtheilung des Juliusspitals zu Würzburg und die Verhältnisse der Geisteskranken in Unterfranken überhaupt. In: Allgemeine Zeitschrift für Psychiatrie und ihre Grenzgebiete. Band 39, 1883, S. 577–600.
- Der Hypnotismus. Psychiatrische Beiträge zur Kenntniss der sogenannten hypnotischen Zustände. G. Fischer, Jena 1884.
- Experimentelle Untersuchungen über die Willensthätigkeit. 1885.
- Beschreibung des Intelligenzstörungen in Folge einer Hirnverletzung, nebst einem Entwurf zu einer allgemein anwendbaren Methode zur Intelligenzprüfung (1888).
- Leitfaden zur psychiatrischen Klinik (1889).
- Die Psychiatrie in Würzburg von 1583–1893. Erster Bericht aus der Psychiatrischen Klinik der Universität Würzburg. Stahel, Würzburg 1899. Zuvor in: Verhandlungen der Physikalisch-medizinischen Gesellschaft zu Würzburg. Neue Folge, Band 27, 1893, S. 57–74, Band 29, 1895, S. 77 ff., Band 30, 1896, S. 1–63, Band 31, 1897, S. 123–170.
- 1. Bericht für die Mitglieder des Vereins zum Austausch der Anstaltsberichte aus der psychiatrischen Klinik der Universität Würzburg, enthaltend Aufsätze von dem Vorstand der Klinik: Ueber die Psychiatrie in Würzburg seit dreihundert Jahren. Würzburg 1898.
- Die Castration in rechtlicher, socialer und vitaler Hinsicht. 1900.
- Der therapeutische Optimusmus der frühesten Zeiten. 2. Bericht aus der Psychiatrischen Klinik der Universität Würzburg. Würzburger Verlagsdruckerei, Würzburg 1905.
- Beiträge zur Geschichte Unterfrankens, zur Literatur-Geschichte und Geschichte der Medizin. Dritter Bericht vom Jahre 1908 aus der Psychiatrischen Klinik der Universität Würzburg. Kabitsch 1910.
- Aus dem Julius-Spital und der ältesten psychiatrischen Klinik. In: Hundert Jahre bayerisch. Ein Festbuch. Hrsg. von der Stadt Würzburg. Würzburg 1914, S. 303–334.
- Die Julius-Universität und das Julius-Spital. 5. Bericht aus den Jahren 1912–1916 aus der Psychiatrischen Klinik der Universität Würzburg. Kabitsch, Würzburg 1916. Vgl. hierzu Karl Köhl: Ein gefährliches Buch. In: Fränkischer Kurier Nürnberg. 28. Februar 1919, Nr. 105, und 8. März 1919, Nr. 108.
- Der dreihundertjährige Todestag des Fürstbischofs Julius und Leben? oder Tod? seiner beiden großen Stiftungen. 6. Bericht aus den Jahren 1916 bis 1920 aus Psychiatrischen Klinik der Universität Würzburg. Kabitsch, Würzburg 1920
- Karl Friedrich Marcus. In: Theodor Kirchhoff (Hrsg.): Deutsche Irrenärzte. Einzelbilder ihres Lebens und Wirkens. Springer, Berlin 1921, S. 204–206.
- Anton Müller. In: Theodor Kirchhoff (Hrsg.): Deutsche Irrenärzte. Einzelbilder ihres Lebens und Wirkens. Band 1 ff., Springer, Berlin 1921 ff., Band 1, 1921, S. 25–27.
- Die Psychiatrie und die Armen in Würzburg. – Und der Bischof Julius. – Und das jüngste Gericht. In: Allgemeine Zeitschrift für Psychiatrie und ihre Grenzgebiete. Band 90, 1929, S. 310–336.
- Autobiographie. In: Louis R. Grote (Hrsg.): Die Medizin der Gegenwart in Selbstdarstellungen. Band 8. Meiner, Leipzig 1929, S. 25–27.